# Campeonato Uruguaio de Futebol de 2008–09
O Campeonato Uruguaio de Futebol de 2008–09 foi a 78ª edição da era profissional do Campeonato Uruguaio. Após bater o Defensor Sporting na final, o Nacional sagrou-se campeão.

## Regulamento
As equipes participantes jogam os torneios Apertura e Clausura, no segundo semestre de 2008 e no primeiro de 2009, respectivamente. Ambos os torneios são sob o sistema de pontos corridos, em um único turno.
Os campeões dos Torneios Apertura e Clausura disputam uma semifinal. O ganhador da partida enfrenta o vencedor da tabela anual (soma dos pontos obtidos nos torneios Apertura e Clausura) em dois jogos finais, onde quem vencer torna-se o campeão do Campeonato Uruguaio.
Com tal regulamento, existem duas possibilidades de haver um campeão sem a disputa da final: no caso de um time vencer um dos Torneios, Apertura ou Clausura, e vencer também a tabela anual, basta derrotar seu oponente na semifinal para sagrar-se campeão antecipado, já que teria terminado a tabela anual no primeiro lugar. A outra possibilidade é uma equipe ganhar os dois Torneios, Apertura e Clausura, para sagrar-se campeã, já que por consequência disso terminaria na primeira colocação da tabela anual e não haveria necessidade de jogar sequer semifinal.
A tabela de descenso consiste na soma dos pontos da tabela anual desta temporada e da temporada passada. As equipes que subiram da Segunda Divisão tem seus pontos multiplicados por 2. São rebaixados à Segunda Divisão os três piores clubes colocados na tabela de descenso.

## Classificação

### Torneio Apertura
O Torneio Apertura começou em 23 de agosto de 2008 e terminou somente em 15 de fevereiro de 2009, já que o campeonato foi suspenso por falta de segurança.
| Pos | Equipe               | Pts | J  | V  | E | D  | GP | GC | SG  |
| --- | -------------------- | --- | -- | -- | - | -- | -- | -- | --- |
| 1º  | Danubio              | 32  | 15 | 10 | 2 | 3  | 27 | 15 | 12  |
| 2º  | Nacional             | 32  | 15 | 10 | 2 | 3  | 23 | 13 | 10  |
| 3º  | Defensor Sporting    | 30  | 15 | 9  | 3 | 3  | 23 | 12 | 11  |
| 4º  | Racing               | 27  | 15 | 7  | 6 | 2  | 24 | 14 | 10  |
| 5º  | Liverpool            | 27  | 15 | 7  | 6 | 2  | 21 | 15 | 6   |
| 6º  | Peñarol[a]           | 25  | 15 | 8  | 4 | 3  | 29 | 15 | 14  |
| 7º  | Cerro                | 23  | 15 | 6  | 5 | 4  | 20 | 12 | 8   |
| 8º  | River Plate          | 20  | 15 | 5  | 5 | 5  | 17 | 17 | 0   |
| 9º  | Central Español      | 20  | 15 | 5  | 5 | 5  | 17 | 21 | -4  |
| 10º | Tacuarembó           | 17  | 15 | 5  | 2 | 8  | 15 | 20 | -5  |
| 11º | Bella Vista          | 17  | 15 | 5  | 2 | 8  | 13 | 22 | -9  |
| 12º | Montevideo Wanderers | 14  | 15 | 4  | 2 | 9  | 17 | 18 | -1  |
| 13º | Rampla Juniors       | 14  | 15 | 3  | 5 | 7  | 16 | 24 | -8  |
| 14º | Villa Española       | 12  | 15 | 3  | 3 | 9  | 11 | 26 | -15 |
| 15º | Cerro Largo          | 9   | 15 | 1  | 6 | 8  | 13 | 25 | -12 |
| 16º | Juventud             | 8   | 15 | 2  | 2 | 11 | 9  | 26 | -17 |

- a ^  O Peñarol teve 3 pontos descontados por uma sanção.

|  | Disputam uma final para determinar o campeão do Torneio Apertura. |

#### Final do Torneio Apertura
| {{{data}}} | Danubio       | 1 – 2                          | Nacional                   | Estádio Centenário, Montevidéu           |
|            | Rodríguez 36' | data = 15 de fevereiro de 2009 | Fernández 60' · García 77' | Público: 40 000 Árbitro: Jorge Larrionda |

- Nacional classificado à semifinal.

### Torneio Clausura
O Torneio Clausura, cujo começou em 21 de fevereiro de 2009 e terminou em 14 de junho do mesmo ano, não contou com a presença do Villa Española, já que o clube não pagou as dívidas que tinha com a Asociación Uruguaya de Fútbol (AUF) e por conta disso, foi rebaixado para a Segunda Divisão Amadora, que equivale à Terceira Divisão do futebol uruguaio.
| Pos | Equipe               | Pts | J  | V  | E | D  | GP | GC | SG  |
| --- | -------------------- | --- | -- | -- | - | -- | -- | -- | --- |
| 1º  | Defensor Sporting    | 34  | 14 | 11 | 1 | 2  | 29 | 15 | 14  |
| 2°  | River Plate          | 30  | 14 | 9  | 3 | 2  | 32 | 17 | 15  |
| 3º  | Cerro                | 29  | 14 | 9  | 2 | 3  | 30 | 13 | 17  |
| 4º  | Liverpool            | 25  | 14 | 7  | 4 | 3  | 23 | 17 | 6   |
| 5º  | Peñarol              | 23  | 14 | 7  | 2 | 5  | 22 | 15 | 7   |
| 6º  | Nacional             | 23  | 14 | 6  | 5 | 3  | 27 | 21 | 6   |
| 7º  | Racing               | 23  | 14 | 6  | 5 | 3  | 22 | 17 | 5   |
| 8º  | Montevideo Wanderers | 21  | 14 | 6  | 3 | 5  | 25 | 24 | 1   |
| 9º  | Cerro Largo          | 19  | 14 | 5  | 4 | 5  | 20 | 20 | 0   |
| 10º | Danubio              | 15  | 14 | 4  | 3 | 7  | 20 | 24 | -4  |
| 11º | Central Español      | 12  | 14 | 3  | 3 | 8  | 16 | 24 | -8  |
| 12º | Tacuarembó           | 12  | 14 | 2  | 6 | 6  | 16 | 25 | -9  |
| 13º | Bella Vista          | 10  | 14 | 2  | 4 | 8  | 16 | 28 | -12 |
| 14º | Juventud             | 8   | 14 | 2  | 2 | 10 | 15 | 34 | -19 |
| 15º | Rampla Juniors       | 5   | 14 | 0  | 5 | 9  | 15 | 34 | -19 |

|  | Campeão do Torneio Clausura e classificado à semifinal. |

### Tabela anual
A tabela anual resulta na soma dos pontos obtidos nos Torneios Apertura e Clausura.
| Pos | Equipe               | Pts | J  | V  | E  | D  | GP | GC | SG  |
| --- | -------------------- | --- | -- | -- | -- | -- | -- | -- | --- |
| 1º  | Defensor Sporting    | 64  | 29 | 20 | 4  | 5  | 52 | 27 | 25  |
| 2º  | Nacional             | 55  | 29 | 16 | 7  | 6  | 50 | 34 | 16  |
| 3º  | Cerro                | 52  | 29 | 15 | 7  | 7  | 50 | 25 | 25  |
| 4º  | Liverpool            | 52  | 29 | 14 | 10 | 5  | 44 | 32 | 12  |
| 5º  | Racing               | 50  | 29 | 13 | 11 | 5  | 46 | 31 | 15  |
| 6º  | River Plate          | 50  | 29 | 14 | 8  | 7  | 48 | 36 | 12  |
| 7º  | Peñarol^             | 48  | 29 | 15 | 6  | 8  | 51 | 30 | 21  |
| 8º  | Danubio              | 47  | 29 | 14 | 5  | 10 | 47 | 39 | 8   |
| 9º  | Montevideo Wanderers | 35  | 29 | 10 | 5  | 14 | 42 | 42 | 0   |
| 10º | Central Español      | 32  | 29 | 8  | 8  | 13 | 33 | 45 | -12 |
| 11º | Tacuarembó           | 29  | 29 | 7  | 8  | 14 | 31 | 45 | -14 |
| 12º | Cerro Largo          | 28  | 29 | 6  | 10 | 13 | 33 | 45 | -12 |
| 13º | Bella Vista          | 27  | 29 | 7  | 6  | 16 | 29 | 50 | -21 |
| 14º | Rampla Juniors       | 19  | 29 | 3  | 10 | 16 | 33 | 57 | -24 |
| 15º | Juventud             | 16  | 29 | 4  | 4  | 21 | 24 | 60 | -36 |
| 16º | Villa Española       | 12  | 15 | 3  | 3  | 9  | 11 | 26 | -15 |

- b ^  No Torneio Apertura, o Peñarol teve 3 pontos descontados por uma sanção.

|  | Vencedor da tabela anual, classificado à final e à Liguilla Pré-Libertadores. |
|  | Classificados à Liguilla Pré-Libertadores.                                    |

### Tabela de descenso
A tabela de descenso consiste na soma do pontos da tabela anual desta temporada e da temporada passada. As equipes que subiram da Segunda Divisão teriam seus pontos multiplicados por 2, mas como o Torneio Clausura teve uma equipe a menos com o descenso do Villa Española à Segunda Divisão Amadora, obrigou o campeonato a ter o coeficiente alterado, com os times que subiram da Segunda Divisão tendo seus pontos multiplicados por 59/29 (aproximadamente 2,034).
| Pos | Equipe          | Pts   | J  | V  | E  | D  | GP | GC  | SG  |
| --- | --------------- | ----- | -- | -- | -- | -- | -- | --- | --- |
| 10º | Rampla Juniors  | 66    | 59 | 16 | 18 | 25 | 67 | 103 | -36 |
| 11º | Central Español | 64    | 59 | 17 | 13 | 29 | 71 | 97  | -26 |
| 12º | Tacuarembó      | 63    | 59 | 16 | 15 | 28 | 64 | 95  | -31 |
| 13º | Cerro Largo     | 56,97 | 29 | 6  | 10 | 13 | 33 | 45  | -12 |
| 14º | Juventud        | 56    | 59 | 14 | 14 | 31 | 54 | 89  | -35 |
| 15º | Bella Vista     | 50    | 59 | 13 | 11 | 35 | 60 | 102 | -42 |
| 16º | Villa Española  | 24,41 | 15 | 3  | 3  | 9  | 11 | 26  | -15 |

|  | Rebaixados à Segunda Divisão.        |
|  | Rebaixado à Segunda Divisão Amadora. |

Promovidos para a próxima temporada: Fénix, Cerrito e Atenas.

## Fase final
|  | Semifinal                               | Semifinal | Semifinal | Semifinal |  |  | Final                               | Final | Final |
|  |                                         |           |           |           |  |  |                                     |       |       |
|  |                                         |           |           |           |  |  |                                     |       |       |
|  | Nacional (Vencedor do Torneio Apertura) | 1         | 1         | 3         |  |  |                                     |       |       |
|  | Defensor (Vencedor do Torneio Clausura) | 1         | 1         | 0         |  |  |                                     |       |       |
|  |                                         |           |           |           |  |  |                                     |       |       |
|  |                                         |           |           |           |  |  | Nacional (Vencedor da semifinal)    | 2     | 2     |
|  |                                         |           |           |           |  |  | Defensor (Vencedor da tabela anual) | 1     | 1     |
|  |                                         |           |           |           |  |  |                                     |       |       |

### Semifinal
A semifinal se baseia na regra de "melhor de três", ou seja, a equipe que vencer duas de três partidas a serem disputadas classifica-se à final, independente da diferença de gols. Caso um time vença os dois primeiros jogos já está na final, pois seu oponente não poderia mais alcançá-lo no número de vitórias, pois restaria apenas uma partida.

#### Primeira partida
| {{{data}}} | Defensor Sporting | 1 – 1                      | Nacional    | Estádio Centenário, Montevidéu |
|            | de Souza 24'      | data = 21 de junho de 2009 | Lodeiro 22' | Árbitro: Martín Vázquez        |

#### Segunda partida
| {{{data}}} | Nacional   | 1 – 1                       | Defensor Sporting | Estádio Centenário, Montevidéu |
|            | Romero 23' | [ data = 5 de julho de 2009 | Vera 44'          | Árbitro: Darío Ubríaco         |

#### Terceira partida
| {{{data}}} | Defensor Sporting | 0 – 3                     | Nacional                                       | Estádio Centenário, Montevidéu |
|            |                   | data = 8 de julho de 2009 | García 31' (pen.) · Coates 74' · Fernández 77' | Árbitro: Roberto Silvera       |

- Nacional classificado à final.

### Final
A final se baseia na regra de "melhor de três", ou seja, a equipe que vencer duas de três partidas a serem disputadas é campeã, independente da diferença de gols. Caso um time vença os dois primeiros jogos já sagra-se campeão, pois seu oponente não poderia mais alcançá-lo no número de vitórias, pois restaria apenas uma partida.

#### Primeira partida
| {{{data}}} | Defensor Sporting | 1 – 2                      | Nacional                    | Estádio Centenário, Montevidéu          |
|            | Pintos 66'        | data = 12 de julho de 2009 | Coates 78' · Biscayzacú 87' | Público: 13 000 Árbitro: Martín Vázquez |

#### Segunda partida
| {{{data}}} | Nacional                    | 2 – 1                      | Defensor Sporting | Estádio Centenário, Montevidéu |
|            | Victorino 25' · Lodeiro 86' | data = 15 de julho de 2009 | Navarro 60'       | Árbitro: Jorge Larrionda       |

- Nacional campeão e classificado à Copa Libertadores da América de 2010.

## Artilheiros

### Torneio Apertura[5]
| Jogador            | Equipe               | Gols |
| ------------------ | -------------------- | ---- |
| Emiliano Alfaro    | Liverpool            | 7    |
| Sergio Leal        | Danubio              | 7    |
| Sebastián Balsas   | Racing               | 6    |
| William Ferreira   | Defensor Sporting    | 6    |
| José María Franco  | Peñarol              | 6    |
| Jonathan Charquero | Montevideo Wanderers | 5    |
| Santiago García    | Nacional             | 5    |
| Henry Giménez      | River Plate          | 5    |
| Antonio Pacheco    | Peñarol              | 5    |
| Mauro Vila         | Defensor Sporting    | 5    |

### Torneio Clausura[6]
| Jogador            | Equipe               | Gols |
| ------------------ | -------------------- | ---- |
| Jorge Zambrana     | River Plate          | 10   |
| Joaquín Boghossian | Cerro                | 9    |
| Diego Ifrán        | Danubio              | 8    |
| Gustavo Biscayzacú | Nacional             | 8    |
| Álvaro Navarro     | Defensor Sporting    | 8    |
| Diego Chaves       | Montevideo Wanderers | 7    |
| Antonio Pacheco    | Peñarol              | 7    |
| Líber Quiñones     | Racing               | 7    |
| Leandro Rivero     | Cerro Largo          | 7    |
| Diego de Souza     | Defensor Sporting    | 6    |
| Paulo Pezzolano    | Liverpool            | 6    |
| Mauren Franco      | Tacuarembó           | 6    |
| Aldo Díaz          | Bella Vista          | 6    |

### Tabela anual
| Jogador         | Equipe  | Gols |
| --------------- | ------- | ---- |
| Líber Quiñones  | Racing  | 12   |
| Antonio Pacheco | Peñarol | 12   |

## Liguilla Pré-Libertadores da América
A Liguilla Pré-Libertadores da América de 2009 foi a 35ª edição da história da Liguilla Pré-Libertadores, competição disputada entre as temporadas de 1974 e 2008–09, a fim de definir quais seriam os clubes representantes do futebol uruguaio nas competições da CONMEBOL. O torneio de 2009 consistiu em uma competição com um turno, no sistema de todos contra todos. O vencedor foi o Cerro, que obteve seu 1º título da Liguilla.
Essa foi a última edição da Liguilla Pré-Libertadores da América, já que em 2010 foi suspendida a realização do torneio por conta da Copa do Mundo e em 2011 novamente suspendida sua realização por conta da Copa América. Ainda em 2011, foi decidido que a competição não seria mais disputada.

### Classificação da Liguilla
| Pos | Equipe            | Pts | J | V | E | D | GP | GC | SG |
| --- | ----------------- | --- | - | - | - | - | -- | -- | -- |
| 1º  | Cerro             | 12  | 5 | 4 | 0 | 1 | 12 | 6  | 6  |
| 2º  | Racing            | 10  | 5 | 3 | 1 | 1 | 11 | 7  | 4  |
| 3º  | River Plate       | 6   | 5 | 2 | 0 | 3 | 7  | 11 | -4 |
| 4º  | Liverpool         | 5   | 5 | 1 | 2 | 2 | 6  | 7  | -1 |
| 5°  | Defensor Sporting | 5   | 5 | 1 | 2 | 2 | 5  | 6  | -1 |
| 6º  | Nacional^         | 4   | 5 | 1 | 1 | 3 | 8  | 12 | -4 |

- c ^  O Nacional já havia garantido vaga à Copa Libertadores da América de 2010 por ter sido campeão do Campeonato Uruguaio.

|  | Campeão da Liguilla e classificado à Libertadores de 2010.    |
|  | Classificados à Libertadores de 2010.                         |
|  | Classificado à Copa Sul-Americana de 2009.                    |
|  | Disputam o playoff pela 2ª vaga à Copa Sul-Americana de 2009. |

### Resultados dos jogos da Liguilla
| 18 de julho | Luis Franzini          | Liverpool         | 1:1 | Racing            |
| 19 de julho | Centenário             | River Plate       | 0:3 | Defensor Sporting |
| 19 de julho | Centenário             | Cerro             | 3:1 | Nacional          |
| 23 de julho | Parque Palermo         | Liverpool         | 3:0 | River Plate       |
| 23 de julho | Parque Saroldi         | Cerro             | 2:0 | Defensor Sporting |
| 23 de julho | Luis Franzini          | Nacional          | 2:3 | Racing            |
| 26 de julho | Parque Palermo         | Racing            | 3:1 | Cerro             |
| 26 de julho | Parque Nasazzi         | Defensor Sporting | 0:0 | Liverpool         |
| 26 de julho | Luis Franzini          | River Plate       | 4:2 | Nacional          |
| 29 de julho | Parque Palermo         | River Plate       | 1:0 | Racing            |
| 29 de julho | Parque Nasazzi         | Nacional          | 0:0 | Defensor Sporting |
| 29 de julho | Luis Franzini          | Liverpool         | 0:3 | Cerro             |
| 2 de agosto | Parque Nasazzi         | Liverpool         | 2:3 | Nacional          |
| 2 de agosto | Luis Franzini Franzini | Cerro             | 3:2 | River Plate       |
| 2 de agosto | Parque Capurro         | Defensor Sporting | 2:4 | Racing            |

### Playoffpela 2ª vaga à Copa Sul-Americana de 2009
| 5 de agosto de 2009 | Liverpool          | 1 – 0     | Defensor Sporting | Estádio Jardines del Hipódromo, Montevidéu |
|                     | Nicolás Correa 80' | Relatório |                   | Árbitro: Jorge Larrionda                   |

- Liverpool classificado à Copa Sul-Americana de 2009.

### Artilheiros da Liguilla[8]
| Jogador            | Equipe            | Gols |
| ------------------ | ----------------- | ---- |
| Joaquín Boghossian | Cerro             | 7    |
| Álvaro Navarro     | Defensor Sporting | 4    |
| Sebastián Balsas   | Racing            | 4    |
| Henry Giménez      | River Plate       | 3    |
| Pablo Hernández    | Racing            | 3    |
| Sergio Blanco      | Nacional          | 3    |
| Bruno Montelongo   | River Plate       | 2    |
| Claudio Dadomo     | Cerro             | 2    |
| Pablo Torres       | Racing            | 2    |
| Santiago García    | Nacional          | 2    |
| Emiliano Alfaro    | Liverpool         | 2    |

## Clubes classificados às competições da CONMEBOL[8]

### Copa Libertadores da América de 2010
|   | Equipe   | Classificação                    |
| - | -------- | -------------------------------- |
| 1 | Nacional | Campeão Uruguaio de 2008–09      |
| 2 | Cerro    | Campeão da Liguilla de 2009      |
| 3 | Racing   | Vice-campeão da Liguilla de 2009 |

### Copa Sul-Americana de 2009
|   | Equipe      | Classificação                   |
| - | ----------- | ------------------------------- |
| 1 | River Plate | 3º colocado da Liguilla de 2009 |
| 2 | Liverpool   | 4º colocado da Liguilla de 2009 |

## Premiação
| Campeonato Uruguaio de 2008–09 |
| ------------------------------ |
| Nacional Campeão (42º título)  |